# فولتا أستورياس 2023
فولتا أستورياس 2023 (بالإسبانية: Vuelta a Asturias 2023) هو سباق دراجات هوائية من فئة  2.1، وهو الموسم الخامس والستين من فولتا أستورياس، وأقيم خلال الفترة من 28 أبريل 2023، وحتى 30 أبريل 2023.
فاز بالمركز الأول لورينزو فورتوناتو، وحلَّ في المركز الثاني إينر روبيو، بينما جاء إيفان سوسا في المركز الثالث، وفاز في ترتيب الفرق وفي ترتيب النقاط للشباب أوسكالتيل أوسكادي 2023 ‏، في حين نال أولي جونز ‏ صدارة تصنيف الجبال، بينما فاز فينتشنزو ألبانيز بترتيب النقاط.

## الفرق
| فريق عالمي- Movistar Team فرق برو (9)- بولتون إكوتيز بلاك سبوك برو سايكلنج 2023 ‏ - برجس بي إتش 2023 ‏ - كاجا رورال-سيغوروس 2023 ‏ - فريق إيولو كوميت لركوب الدراجات 2023 ‏ - أوسكالتيل أوسكادي 2023 ‏ - Equipo Kern Pharma ‏ - TotalEnergies - تيم نوفو نورديسك ‏ - فريق الدراجات Q36.5 ‏ فرق قارية (5)- Louletano Desportos Clube (cycling) ‏ - إيفابيل سيلينج ‏ - إلكترو هايبر يوروبا ‏ - Victoria Sports Pro Cycling ‏ - Global 6 United ‏ |  |
| |  |

## المراحل
| قائمة المراحل | قائمة المراحل | قائمة المراحل               | قائمة المراحل | قائمة المراحل | قائمة المراحل | قائمة المراحل     | قائمة المراحل     |
| المرحلة       | التاريخ       | الدورة                      |               | المسافة (كم)  | الارتفاع      | الفائز بالمرحلة   | القائد العام      |
| ------------- | ------------- | --------------------------- | ------------- | ------------- | ------------- | ----------------- | ----------------- |
| المرحلة 1     | 28 أبريل      | أبيط – La Pola ‏             | مرحلة جبلية   | 182           | 3٬071 م       | داميان هاوسون     | داميان هاوسون     |
| المرحلة 2     | 29 أبريل      | Candás ‏ – كانغاس ديل نارثيا | مرحلة جبلية   | 182٫6         | 3٬312 م       | لورينزو فورتوناتو | لورينزو فورتوناتو |
| المرحلة 3     | 30 أبريل      | كانغاس ديل نارثيا – أبيط    | مرحلة جبلية   | 146٫5         | 2٬441 م       | Pelayo Sánchez ‏   | لورينزو فورتوناتو |

## النتيجة

### مرحلة 1
هي مرحلة جبلية، أقيمت في 28 أبريل 2023، وامتدّت لمسافة 182 كيلومتر. فاز بالمركز الأول، وتصدر ترتيب النقاط والترتيب العام داميان هاوسون، وتصدر ترتيب الشباب Abel Balderstone ‏، أما ترتيب الفرق، فقد فاز به موفيستار 2023 ‏، وتصدر ترتيب التسلق أولي جونز ‏.
| التصنيف العام | التصنيف العام     | التصنيف العام        | التصنيف العام | التصنيف العام |
| العداء        | العداء            | الفريق               | الوقت         |               |
| ------------- | ----------------- | -------------------- | ------------- | ------------- |
| 1             | داميان هاوسون     | فريق الدراجات Q36.5 ‏ | 4 س 39 د 48 ث |               |
| 2             | فينتشنزو ألبانيز  | إيولو كوميت ‏         | + 8 ث         |               |
| 3             | Roger Adrià ‏      | Equipo Kern Pharma ‏  | + 10 ث        |               |
| 4             | جيانلوكا برامبيلا | فريق الدراجات Q36.5 ‏ | + 14 ث        |               |
| 5             | Steff Cras ‏       | ديركت إينرجي         | + 14 ث        |               |
| 6             | إينر روبيو        | موفيستار             | + 14 ث        |               |
| 7             | إيفان سوسا        | موفيستار             | + 14 ث        |               |
| 8             | Ander Okamika ‏    | برجس بي إتش ‏         | + 14 ث        |               |
| 9             | جواكيم سيلفا ‏     | إيفابيل سيلينج ‏      | + 14 ث        |               |
| 10            | Abel Balderstone ‏ | كاجا رورال-سيغوروس ‏  | + 14 ث        |               |
|               |                   |                      |               |               |
|               |                   |                      |               |               |

### مرحلة 2
هي مرحلة جبلية، أقيمت في 29 أبريل 2023، وامتدّت لمسافة 182.6 كيلومتر. فاز بالمركز الأول، وتصدر الترتيب العام لورينزو فورتوناتو، أما ترتيب الفرق، فقد فاز به أوسكالتيل أوسكادي 2023 ‏، وتصدر ترتيب النقاط داميان هاوسون، وتصدر ترتيب التسلق أولي جونز ‏، وتصدر ترتيب الشباب Fernando Tercero ‏.
| التصنيف العام | التصنيف العام     | التصنيف العام        | التصنيف العام | التصنيف العام |
| العداء        | العداء            | الفريق               | الوقت         |               |
| ------------- | ----------------- | -------------------- | ------------- | ------------- |
| 1             | فينتشنزو ألبانيز  | إيولو كوميت ‏         | 9 س 15 د 03 ث |               |
| 2             | إينر روبيو        | موفيستار             | + 31 ث        |               |
| 3             | إيفان سوسا        | موفيستار             | + 33 ث        |               |
| 4             | داميان هاوسون     | فريق الدراجات Q36.5 ‏ | + 34 ث        |               |
| 5             | Roger Adrià ‏      | Equipo Kern Pharma ‏  | + 44 ث        |               |
| 6             | Steff Cras ‏       | ديركت إينرجي         | + 48 ث        |               |
| 7             | جيانلوكا برامبيلا | فريق الدراجات Q36.5 ‏ | + 48 ث        |               |
| 8             | Mikel Bizkarra ‏   | أوسكالتيل أوسكادي ‏   | + 48 ث        |               |
| 9             | جواكيم سيلفا ‏     | إيفابيل سيلينج ‏      | + 48 ث        |               |
| 10            | Fernando Tercero ‏ | إيولو كوميت ‏         | + 59 ث        |               |
|               |                   |                      |               |               |
|               |                   |                      |               |               |

### مرحلة 3
هي مرحلة جبلية، أقيمت في 30 أبريل 2023، وامتدّت لمسافة 146.5 كيلومتر. فاز بالمركز الأول Pelayo Sánchez ‏، أما ترتيب الفرق، فقد فاز به أوسكالتيل أوسكادي 2023 ‏، وتصدر ترتيب التسلق أولي جونز ‏، وتصدر ترتيب النقاط فينتشنزو ألبانيز، وتصدر الترتيب العام لورينزو فورتوناتو، وتصدر ترتيب الشباب Fernando Tercero ‏.

## المشاركون
| Movistar Team MOV | Movistar Team MOV | Movistar Team MOV |
| ----------------- | ----------------- | ----------------- |
| م                 | عداء              | مرتبة             |
| 1                 | إيفان سوسا        |                   |
| 2                 | ألبرت توريس       |                   |
| 3                 | لويس ماس          |                   |
| 4                 | Vinícius Rangel ‏  |                   |
| 5                 | إينر روبيو        |                   |
| 6                 | أنطونيو بيدرو     |                   |
| 7                 | Abner González ‏   |                   |

| كاجا رورال-سيغوروس ‏ CJR | كاجا رورال-سيغوروس ‏ CJR | كاجا رورال-سيغوروس ‏ CJR |
| ----------------------- | ----------------------- | ----------------------- |
| م                       | عداء                    | مرتبة                   |
| 11                      | Orluis Aular ‏           |                         |
| 12                      | Mulu Hailemichael ‏      |                         |
| 13                      | Julen Amezqueta ‏        |                         |
| 14                      | Joseba López ‏           |                         |
| 15                      | Abel Balderstone ‏       |                         |
| 16                      | Fernando Barceló ‏       |                         |
| 17                      | Jon Barrenetxea ‏        |                         |

| برجس بي إتش ‏ BBH | برجس بي إتش ‏ BBH    | برجس بي إتش ‏ BBH |
| ---------------- | ------------------- | ---------------- |
| م                | عداء                | مرتبة            |
| 21               | Pelayo Sánchez ‏     |                  |
| 22               | Victor Langellotti ‏ |                  |
| 23               | Ander Okamika ‏      |                  |
| 24               | إنجيل مادرازو       |                  |
| 25               | خوسيه مانويل دياز   |                  |
| 26               | Alejandro Franco ‏   |                  |
| 27               | ESP                 |                  |

| أوسكالتيل أوسكادي ‏ EUS | أوسكالتيل أوسكادي ‏ EUS | أوسكالتيل أوسكادي ‏ EUS |
| ---------------------- | ---------------------- | ---------------------- |
| م                      | عداء                   | مرتبة                  |
| 31                     | Txomin Juaristi ‏       |                        |
| 32                     | Mikel Bizkarra ‏        |                        |
| 33                     | Joan Bou ‏              |                        |
| 34                     | لويس أنخيل ماتي        |                        |
| 35                     | Ibai Azurmendi ‏        |                        |
| 36                     | Mikel Iturria ‏         | لم يكمل السباق-1       |
| 37                     | Iker Ballarin ‏         |                        |

| Equipo Kern Pharma ‏ EKP | Equipo Kern Pharma ‏ EKP    | Equipo Kern Pharma ‏ EKP |
| ----------------------- | -------------------------- | ----------------------- |
| م                       | عداء                       | مرتبة                   |
| 41                      | Roger Adrià ‏               |                         |
| 42                      | Jon Agirre ‏                |                         |
| 43                      | José Félix Parra ‏          |                         |
| 44                      | هيكتور كاريتيرو            |                         |
| 45                      | Jordi López (cyclist) ‏     |                         |
| 46                      | Eugenio Sánchez (cyclist) ‏ |                         |
| 47                      | Pablo Castrillo ‏           |                         |

| إيولو كوميت ‏ EOK | إيولو كوميت ‏ EOK     | إيولو كوميت ‏ EOK |
| ---------------- | -------------------- | ---------------- |
| م                | عداء                 | مرتبة            |
| 51               | لورينزو فورتوناتو    |                  |
| 52               | فرانسيسكو جافازي     |                  |
| 53               | Álex Martín ‏         |                  |
| 54               | Diego Pablo Sevilla ‏ |                  |
| 55               | فينتشنزو ألبانيز     |                  |
| 56               | Alessandro Fancellu ‏ |                  |
| 57               | Fernando Tercero ‏    |                  |

| بلاك سبوك برو سايكلنج ‏ BEB | بلاك سبوك برو سايكلنج ‏ BEB         | بلاك سبوك برو سايكلنج ‏ BEB |
| -------------------------- | ---------------------------------- | -------------------------- |
| م                          | عداء                               | مرتبة                      |
| 61                         | مارك ستيوارت                       |                            |
| 62                         | NZL                                |                            |
| 63                         | James Oram ‏                        |                            |
| 64                         | أولي جونز ‏                         |                            |
| 65                         | Paul Wright (New Zealand cyclist) ‏ |                            |
| 67                         | جاكوب سكوت ‏                        |                            |

| إيفابيل سيلينج ‏ EFL | إيفابيل سيلينج ‏ EFL  | إيفابيل سيلينج ‏ EFL |
| ------------------- | -------------------- | ------------------- |
| م                   | عداء                 | مرتبة               |
| 71                  | جواكيم سيلفا ‏        |                     |
| 72                  | Pedro Pinto‏          |                     |
| 73                  | هنريكي هيكتور        |                     |
| 74                  | Francisco Guerreiro‏  |                     |
| 75                  | Emanuel Duarte ‏      |                     |
| 76                  | Keegan Swirbul ‏      |                     |
| 77                  | Aleksandr Grigoriev ‏ |                     |

| Victoria Sports Pro Cycling ‏ VSC | Victoria Sports Pro Cycling ‏ VSC | Victoria Sports Pro Cycling ‏ VSC |
| -------------------------------- | -------------------------------- | -------------------------------- |
| م                                | عداء                             | مرتبة                            |
| 81                               | أندريه كاردوسو                   |                                  |
| 82                               | Daniel Ven Cariño‏                |                                  |

| بدون فريق ___ | بدون فريق ___ | بدون فريق ___    |
| ------------- | ------------- | ---------------- |
| م             | عداء          | مرتبة            |
| 83            | Rex Luis Krog‏ | لم يكمل السباق-1 |

| Victoria Sports Pro Cycling ‏ VSC | Victoria Sports Pro Cycling ‏ VSC | Victoria Sports Pro Cycling ‏ VSC |
| -------------------------------- | -------------------------------- | -------------------------------- |
| م                                | عداء                             | مرتبة                            |
| 84                               | خوسيه مندس                       |                                  |

| أنترت فيرينسي ‏ CDF | أنترت فيرينسي ‏ CDF | أنترت فيرينسي ‏ CDF |
| ------------------ | ------------------ | ------------------ |
| م                  | عداء               | مرتبة              |
| 85                 | Márcio Barbosa ‏    |                    |

| بدون فريق ___ | بدون فريق ___ | بدون فريق ___    |
| ------------- | ------------- | ---------------- |
| م             | عداء          | مرتبة            |
| 86            | PHI           | لم يكمل السباق-1 |

| Victoria Sports Pro Cycling ‏ VSC | Victoria Sports Pro Cycling ‏ VSC | Victoria Sports Pro Cycling ‏ VSC |
| -------------------------------- | -------------------------------- | -------------------------------- |
| م                                | عداء                             | مرتبة                            |
| 87                               | Carlos Francisco Ochoa‏           | لم يكمل السباق-1                 |

| إلكترو هايبر يوروبا ‏ EHE | إلكترو هايبر يوروبا ‏ EHE | إلكترو هايبر يوروبا ‏ EHE |
| ------------------------ | ------------------------ | ------------------------ |
| م                        | عداء                     | مرتبة                    |
| 91                       | José María Martín Muñoz ‏ |                          |
| 92                       | Víctor Martínez ‏         |                          |
| 93                       | ESP                      |                          |
| 94                       | José María García ‏       |                          |
| 95                       | Xavier Cañellas ‏         |                          |
| 96                       | Alejandro Ropero ‏        |                          |
| 97                       | Alex Molenaar ‏           |                          |

| Louletano Desportos Clube (cycling) ‏ AVL | Louletano Desportos Clube (cycling) ‏ AVL | Louletano Desportos Clube (cycling) ‏ AVL |
| ---------------------------------------- | ---------------------------------------- | ---------------------------------------- |
| م                                        | عداء                                     | مرتبة                                    |
| 101                                      | جيسوس ديل بينو ‏                          |                                          |
| 102                                      | فيسينت غارسيا دي ماتيوس                  |                                          |
| 103                                      | Carlos Oyarzún ‏                          |                                          |
| 104                                      | Daniel Viegas ‏                           |                                          |
| 105                                      | Tomás Contte ‏                            |                                          |
| 106                                      | César Martingil ‏                         |                                          |
| 107                                      | Rui Rodrigues ‏                           | لم يكمل السباق-1                         |

| فريق الدراجات Q36.5 ‏ Q36 | فريق الدراجات Q36.5 ‏ Q36 | فريق الدراجات Q36.5 ‏ Q36 |
| ------------------------ | ------------------------ | ------------------------ |
| م                        | عداء                     | مرتبة                    |
| 111                      | جيانلوكا برامبيلا        |                          |
| 112                      | Antonio Puppio ‏          |                          |
| 113                      | Marcel Camprubí ‏         |                          |
| 114                      | Fabio Christen ‏          |                          |
| 116                      | كارل فريدريك هاغن        |                          |
| 117                      | داميان هاوسون            |                          |

| TotalEnergies TEN | TotalEnergies TEN | TotalEnergies TEN |
| ----------------- | ----------------- | ----------------- |
| م                 | عداء              | مرتبة             |
| 121               | جوليان سيمون      |                   |
| 122               | Steff Cras ‏       |                   |
| 123               | Fabien Grellier ‏  |                   |
| 124               | Alan Jousseaume ‏  |                   |
| 126               | Mattéo Vercher ‏   |                   |

| تيم نوفو نورديسك ‏ TNN | تيم نوفو نورديسك ‏ TNN              | تيم نوفو نورديسك ‏ TNN |
| --------------------- | ---------------------------------- | --------------------- |
| م                     | عداء                               | مرتبة                 |
| 131                   | ديفيد لوزانو                       |                       |
| 132                   | Joonas Henttala ‏                   |                       |
| 133                   | NED                                |                       |
| 134                   | Péter Kusztor ‏                     |                       |
| 135                   | Andrea Peron (cyclist, born 1988) ‏ |                       |
| 136                   | سام براند                          |                       |
| 137                   | Charles Planet ‏                    |                       |

| Global 6 United ‏ GLC | Global 6 United ‏ GLC | Global 6 United ‏ GLC |
| -------------------- | -------------------- | -------------------- |
| م                    | عداء                 | مرتبة                |
| 141                  | Iván Moreno ‏         |                      |
| 142                  | Callum Ormiston ‏     |                      |
| 143                  | Gabriel Muller ‏      |                      |
| 144                  | Tom Wirtgen ‏         |                      |
| 145                  | Tomoya Koyama ‏       |                      |
| 146                  | Louis Bilyard‏        |                      |
| 147                  | Nícolas Sessler ‏     |                      |

| Movistar Team MOV | Movistar Team MOV | Movistar Team MOV |
| ----------------- | ----------------- | ----------------- |
| م                 | عداء              | مرتبة             |
| 1                 | إيفان سوسا        |                   |
| 2                 | ألبرت توريس       |                   |
| 3                 | لويس ماس          |                   |
| 4                 | Vinícius Rangel ‏  |                   |
| 5                 | إينر روبيو        |                   |
| 6                 | أنطونيو بيدرو     |                   |
| 7                 | Abner González ‏   |                   |

| كاجا رورال-سيغوروس ‏ CJR | كاجا رورال-سيغوروس ‏ CJR | كاجا رورال-سيغوروس ‏ CJR |
| ----------------------- | ----------------------- | ----------------------- |
| م                       | عداء                    | مرتبة                   |
| 11                      | Orluis Aular ‏           |                         |
| 12                      | Mulu Hailemichael ‏      |                         |
| 13                      | Julen Amezqueta ‏        |                         |
| 14                      | Joseba López ‏           |                         |
| 15                      | Abel Balderstone ‏       |                         |
| 16                      | Fernando Barceló ‏       |                         |
| 17                      | Jon Barrenetxea ‏        |                         |

| برجس بي إتش ‏ BBH | برجس بي إتش ‏ BBH    | برجس بي إتش ‏ BBH |
| ---------------- | ------------------- | ---------------- |
| م                | عداء                | مرتبة            |
| 21               | Pelayo Sánchez ‏     |                  |
| 22               | Victor Langellotti ‏ |                  |
| 23               | Ander Okamika ‏      |                  |
| 24               | إنجيل مادرازو       |                  |
| 25               | خوسيه مانويل دياز   |                  |
| 26               | Alejandro Franco ‏   |                  |
| 27               | ESP                 |                  |

| أوسكالتيل أوسكادي ‏ EUS | أوسكالتيل أوسكادي ‏ EUS | أوسكالتيل أوسكادي ‏ EUS |
| ---------------------- | ---------------------- | ---------------------- |
| م                      | عداء                   | مرتبة                  |
| 31                     | Txomin Juaristi ‏       |                        |
| 32                     | Mikel Bizkarra ‏        |                        |
| 33                     | Joan Bou ‏              |                        |
| 34                     | لويس أنخيل ماتي        |                        |
| 35                     | Ibai Azurmendi ‏        |                        |
| 36                     | Mikel Iturria ‏         | لم يكمل السباق-1       |
| 37                     | Iker Ballarin ‏         |                        |

| Equipo Kern Pharma ‏ EKP | Equipo Kern Pharma ‏ EKP    | Equipo Kern Pharma ‏ EKP |
| ----------------------- | -------------------------- | ----------------------- |
| م                       | عداء                       | مرتبة                   |
| 41                      | Roger Adrià ‏               |                         |
| 42                      | Jon Agirre ‏                |                         |
| 43                      | José Félix Parra ‏          |                         |
| 44                      | هيكتور كاريتيرو            |                         |
| 45                      | Jordi López (cyclist) ‏     |                         |
| 46                      | Eugenio Sánchez (cyclist) ‏ |                         |
| 47                      | Pablo Castrillo ‏           |                         |

| إيولو كوميت ‏ EOK | إيولو كوميت ‏ EOK     | إيولو كوميت ‏ EOK |
| ---------------- | -------------------- | ---------------- |
| م                | عداء                 | مرتبة            |
| 51               | لورينزو فورتوناتو    |                  |
| 52               | فرانسيسكو جافازي     |                  |
| 53               | Álex Martín ‏         |                  |
| 54               | Diego Pablo Sevilla ‏ |                  |
| 55               | فينتشنزو ألبانيز     |                  |
| 56               | Alessandro Fancellu ‏ |                  |
| 57               | Fernando Tercero ‏    |                  |

| بلاك سبوك برو سايكلنج ‏ BEB | بلاك سبوك برو سايكلنج ‏ BEB         | بلاك سبوك برو سايكلنج ‏ BEB |
| -------------------------- | ---------------------------------- | -------------------------- |
| م                          | عداء                               | مرتبة                      |
| 61                         | مارك ستيوارت                       |                            |
| 62                         | NZL                                |                            |
| 63                         | James Oram ‏                        |                            |
| 64                         | أولي جونز ‏                         |                            |
| 65                         | Paul Wright (New Zealand cyclist) ‏ |                            |
| 67                         | جاكوب سكوت ‏                        |                            |

| إيفابيل سيلينج ‏ EFL | إيفابيل سيلينج ‏ EFL  | إيفابيل سيلينج ‏ EFL |
| ------------------- | -------------------- | ------------------- |
| م                   | عداء                 | مرتبة               |
| 71                  | جواكيم سيلفا ‏        |                     |
| 72                  | Pedro Pinto‏          |                     |
| 73                  | هنريكي هيكتور        |                     |
| 74                  | Francisco Guerreiro‏  |                     |
| 75                  | Emanuel Duarte ‏      |                     |
| 76                  | Keegan Swirbul ‏      |                     |
| 77                  | Aleksandr Grigoriev ‏ |                     |

| Victoria Sports Pro Cycling ‏ VSC | Victoria Sports Pro Cycling ‏ VSC | Victoria Sports Pro Cycling ‏ VSC |
| -------------------------------- | -------------------------------- | -------------------------------- |
| م                                | عداء                             | مرتبة                            |
| 81                               | أندريه كاردوسو                   |                                  |
| 82                               | Daniel Ven Cariño‏                |                                  |

| بدون فريق ___ | بدون فريق ___ | بدون فريق ___    |
| ------------- | ------------- | ---------------- |
| م             | عداء          | مرتبة            |
| 83            | Rex Luis Krog‏ | لم يكمل السباق-1 |

| Victoria Sports Pro Cycling ‏ VSC | Victoria Sports Pro Cycling ‏ VSC | Victoria Sports Pro Cycling ‏ VSC |
| -------------------------------- | -------------------------------- | -------------------------------- |
| م                                | عداء                             | مرتبة                            |
| 84                               | خوسيه مندس                       |                                  |

| أنترت فيرينسي ‏ CDF | أنترت فيرينسي ‏ CDF | أنترت فيرينسي ‏ CDF |
| ------------------ | ------------------ | ------------------ |
| م                  | عداء               | مرتبة              |
| 85                 | Márcio Barbosa ‏    |                    |

| بدون فريق ___ | بدون فريق ___ | بدون فريق ___    |
| ------------- | ------------- | ---------------- |
| م             | عداء          | مرتبة            |
| 86            | PHI           | لم يكمل السباق-1 |

| Victoria Sports Pro Cycling ‏ VSC | Victoria Sports Pro Cycling ‏ VSC | Victoria Sports Pro Cycling ‏ VSC |
| -------------------------------- | -------------------------------- | -------------------------------- |
| م                                | عداء                             | مرتبة                            |
| 87                               | Carlos Francisco Ochoa‏           | لم يكمل السباق-1                 |

| إلكترو هايبر يوروبا ‏ EHE | إلكترو هايبر يوروبا ‏ EHE | إلكترو هايبر يوروبا ‏ EHE |
| ------------------------ | ------------------------ | ------------------------ |
| م                        | عداء                     | مرتبة                    |
| 91                       | José María Martín Muñoz ‏ |                          |
| 92                       | Víctor Martínez ‏         |                          |
| 93                       | ESP                      |                          |
| 94                       | José María García ‏       |                          |
| 95                       | Xavier Cañellas ‏         |                          |
| 96                       | Alejandro Ropero ‏        |                          |
| 97                       | Alex Molenaar ‏           |                          |

| Louletano Desportos Clube (cycling) ‏ AVL | Louletano Desportos Clube (cycling) ‏ AVL | Louletano Desportos Clube (cycling) ‏ AVL |
| ---------------------------------------- | ---------------------------------------- | ---------------------------------------- |
| م                                        | عداء                                     | مرتبة                                    |
| 101                                      | جيسوس ديل بينو ‏                          |                                          |
| 102                                      | فيسينت غارسيا دي ماتيوس                  |                                          |
| 103                                      | Carlos Oyarzún ‏                          |                                          |
| 104                                      | Daniel Viegas ‏                           |                                          |
| 105                                      | Tomás Contte ‏                            |                                          |
| 106                                      | César Martingil ‏                         |                                          |
| 107                                      | Rui Rodrigues ‏                           | لم يكمل السباق-1                         |

| فريق الدراجات Q36.5 ‏ Q36 | فريق الدراجات Q36.5 ‏ Q36 | فريق الدراجات Q36.5 ‏ Q36 |
| ------------------------ | ------------------------ | ------------------------ |
| م                        | عداء                     | مرتبة                    |
| 111                      | جيانلوكا برامبيلا        |                          |
| 112                      | Antonio Puppio ‏          |                          |
| 113                      | Marcel Camprubí ‏         |                          |
| 114                      | Fabio Christen ‏          |                          |
| 116                      | كارل فريدريك هاغن        |                          |
| 117                      | داميان هاوسون            |                          |

| TotalEnergies TEN | TotalEnergies TEN | TotalEnergies TEN |
| ----------------- | ----------------- | ----------------- |
| م                 | عداء              | مرتبة             |
| 121               | جوليان سيمون      |                   |
| 122               | Steff Cras ‏       |                   |
| 123               | Fabien Grellier ‏  |                   |
| 124               | Alan Jousseaume ‏  |                   |
| 126               | Mattéo Vercher ‏   |                   |

| تيم نوفو نورديسك ‏ TNN | تيم نوفو نورديسك ‏ TNN              | تيم نوفو نورديسك ‏ TNN |
| --------------------- | ---------------------------------- | --------------------- |
| م                     | عداء                               | مرتبة                 |
| 131                   | ديفيد لوزانو                       |                       |
| 132                   | Joonas Henttala ‏                   |                       |
| 133                   | NED                                |                       |
| 134                   | Péter Kusztor ‏                     |                       |
| 135                   | Andrea Peron (cyclist, born 1988) ‏ |                       |
| 136                   | سام براند                          |                       |
| 137                   | Charles Planet ‏                    |                       |

| Global 6 United ‏ GLC | Global 6 United ‏ GLC | Global 6 United ‏ GLC |
| -------------------- | -------------------- | -------------------- |
| م                    | عداء                 | مرتبة                |
| 141                  | Iván Moreno ‏         |                      |
| 142                  | Callum Ormiston ‏     |                      |
| 143                  | Gabriel Muller ‏      |                      |
| 144                  | Tom Wirtgen ‏         |                      |
| 145                  | Tomoya Koyama ‏       |                      |
| 146                  | Louis Bilyard‏        |                      |
| 147                  | Nícolas Sessler ‏     |                      |

## التصنيف العام النهائي
| التصنيف العام         | التصنيف العام     | التصنيف العام        | التصنيف العام  | التصنيف العام |
| العداء                | العداء            | الفريق               | الوقت          |               |
| --------------------- | ----------------- | -------------------- | -------------- | ------------- |
| 1                     | لورينزو فورتوناتو | إيولو كوميت ‏         | 12 س 42 د 33 ث |               |
| 2                     | إينر روبيو        | موفيستار             | + 31 ث         |               |
| 3                     | إيفان سوسا        | موفيستار             | + 33 ث         |               |
| 4                     | داميان هاوسون     | فريق الدراجات Q36.5 ‏ | + 34 ث         |               |
| 5                     | Steff Cras ‏       | ديركت إينرجي         | + 44 ث         |               |
| 6                     | Roger Adrià ‏      | Equipo Kern Pharma ‏  | + 44 ث         |               |
| 7                     | جيانلوكا برامبيلا | فريق الدراجات Q36.5 ‏ | + 48 ث         |               |
| 8                     | جواكيم سيلفا ‏     | إيفابيل سيلينج ‏      | + 48 ث         |               |
| 9                     | Mikel Bizkarra ‏   | أوسكالتيل أوسكادي ‏   | + 48 ث         |               |
| 10                    | Fernando Tercero ‏ | إيولو كوميت ‏         | + 59 ث         |               |
|                       |                   |                      |                |               |
| مصدر: ProCyclingStats |                   |                      |                |               |

### تصنيف النقاط
| تصنيف النقاط          | تصنيف النقاط      | تصنيف النقاط         | تصنيف النقاط | تصنيف النقاط |
| العداء                | العداء            | الفريق               | النقاط       |              |
| --------------------- | ----------------- | -------------------- | ------------ | ------------ |
| 1                     | فينتشنزو ألبانيز  | إيولو كوميت ‏         | 40 نقطة      |              |
| 2                     | داميان هاوسون     | فريق الدراجات Q36.5 ‏ | 39 نقطة      |              |
| 3                     | Steff Cras ‏       | ديركت إينرجي         | 38 نقطة      |              |
| 4                     | إينر روبيو        | موفيستار             | 37 نقطة      |              |
| 5                     | جيانلوكا برامبيلا | فريق الدراجات Q36.5 ‏ | 33 نقطة      |              |
|                       |                   |                      |              |              |
| مصدر: ProCyclingStats |                   |                      |              |              |

### تصنيف الجبال
| تصنيف الجبال          | تصنيف الجبال      | تصنيف الجبال           | تصنيف الجبال | تصنيف الجبال |
| العداء                | العداء            | الفريق                 | النقاط       |              |
| --------------------- | ----------------- | ---------------------- | ------------ | ------------ |
| 1                     | أولي جونز ‏        | بلاك سبوك برو سايكلنج ‏ | 22 نقطة      |              |
| 2                     | لورينزو فورتوناتو | إيولو كوميت ‏           | 13 نقطة      |              |
| 3                     | Pelayo Sánchez ‏   | برجس بي إتش ‏           | 12 نقطة      |              |
| 4                     | Nícolas Sessler ‏  | Global 6 United ‏       | 11 نقطة      |              |
| 5                     | إينر روبيو        | موفيستار               | 10 نقطة      |              |
|                       |                   |                        |              |              |
| مصدر: ProCyclingStats |                   |                        |              |              |

## تصنيف الفرق

### الفرق حسب الوقت
| تصنيف الفرق حسب الوقت | تصنيف الفرق حسب الوقت                 | تصنيف الفرق حسب الوقت | تصنيف الفرق حسب الوقت |
| الفريق                | الفريق                                | الوقت                 |                       |
| --------------------- | ------------------------------------- | --------------------- | --------------------- |
| 1                     | أوسكالتيل أوسكادي 2023 ‏               | 38 س 13 د 39 ث        |                       |
| 2                     | Equipo Kern Pharma ‏                   | + 2 د 02 ث            |                       |
| 3                     | برجس بي إتش 2023 ‏                     | + 3 د 20 ث            |                       |
| 4                     | فريق إيولو كوميت لركوب الدراجات 2023 ‏ | + 3 د 44 ث            |                       |
| 5                     | موفيستار                              | + 3 د 56 ث            |                       |
|                       |                                       |                       |                       |
| مصدر: ProCyclingStats |                                       |                       |                       |

## تصانيف فرعية

### تصنيف أفضل شاب
| تصنيف أفضل شاب        | تصنيف أفضل شاب    | تصنيف أفضل شاب       | تصنيف أفضل شاب | تصنيف أفضل شاب |
| العداء                | العداء            | الفريق               | الوقت          |                |
| --------------------- | ----------------- | -------------------- | -------------- | -------------- |
| 1                     | Fernando Tercero ‏ | إيولو كوميت ‏         | 12 س 43 د 32 ث |                |
| 2                     | Pelayo Sánchez ‏   | برجس بي إتش ‏         | + 1 د 52 ث     |                |
| 3                     | Abel Balderstone ‏ | كاجا رورال-سيغوروس ‏  | + 5 د 02 ث     |                |
| 4                     | Pablo Castrillo ‏  | Equipo Kern Pharma ‏  | + 11 د 41 ث    |                |
| 5                     | إسبانيا           | إلكترو هايبر يوروبا ‏ | + 11 د 45 ث    |                |
|                       |                   |                      |                |                |
| مصدر: ProCyclingStats |                   |                      |                |                |

## وصلات خارجية
- لمحة عن سباق فولتا أستورياس 2023 على موقع  ProCyclingStats   (برو  سايكلنج  ستاتس) - إحصاءات  محترفي  الدراجات.
- فولتا أستورياس 2023 على موقع إحصائيات الدراجات الإحترافية (الإنجليزية)